# Dusmatovite
La dusmatovite (simbolo IMA: Dus) è un minerale e un ciclosilicato molto raro del gruppo della milarite e ha la composizione chimica idealizzata: KNa☐Mn2+2Zn3Si12O30.

## Etimologia e storia
La dusmatovite è stata scoperta nelle morene del ghiacciaio Dara-i-Pioz nei monti Alaj in Tagikistan e descritta nel 1996 da L.A. Pautov, A.A. Agakhanov, E.V. Sokolova, K.I. Ignatenko come un nuovo minerale del gruppo della milarite. Il minerale è stato chiamato in onore del geologo e mineralogista tagico Vyacheslav Djuraevitch Dusmatov (1936-2004) in riconoscimento del suo lavoro nella regione di Darai-Pioz.
Dusmatov fu coinvolto nella prima descrizione di numerosi nuovi minerali del ghiacciaio Darai-Pioz, tra cui la sogdianite e la darapiozite, entrambi del gruppo della milarite.

## Classificazione
Poiché la dusmatovite è stata riconosciuta come minerale indipendente solo nel 1994, non è elencata nell'8ª edizione della sistematica dei minerali di Strunz, che è obsoleta dal 1977.
Nella Sistematica dei lapis (Lapis-Systematik secondo Stefan Weiß, che è strutturata secondo questa vecchia edizione di Strunz, al minerale è stato assegnato il sistema e al minerale nº VIII/E.22-135. In questa Sistematica ciò corrisponde alla classe dei "silicati e germanati" e quindi alla sottoclasse dei "ciclosilicati", dove la dusmatovite è elencata insieme ad agakhanovite-(Y), almarudite, armenite, berezanskite, brannockite, chayesite, darapiozite, eifelite, emeleusite, faizievite, friedrichbeckeite, klöchite, lipuite, merrihueite, milarite, oftedalite, osumilite, osumilite-(Mg), poudretteite, roedderite, shibkovite, sogdianite, sugilite, trattnerite, yagiite e yakovenchukite-(Y) e con le quali forma il gruppo "doppi anelli da sei [Si12O30]12− – gruppo della milarite-osumilite" con il sistema nº VIII/E.22.
La 9ª edizione della sistematica dei minerali di Strunz, che è stata aggiornata l'ultima volta dall'Associazione Mineralogica Internazionale (IMA) nel 2024, classifica la dusmatovite nella categoria "9.C Ciclosilicati"questa è ulteriormente suddivisa in base alla struttura degli anelli, in modo che il minerale possa essere trovato nella suddivisione "9.CM [Si6O18]12- anelli doppi con 6 membri (sei doppi anelli)" in base alla sua struttura. Insieme ad almarudite, armenite, berezanskite, brannockite, chayesite, darapiozite, eifelite, friedrichbeckeite, klöchite, merrihueite, milarite, oftedalite, osumilite, osumilite-(Mg), poudretteite, roedderite, shibkovite, sogdianite, sugilite, trattnerite e yagiite forma il "gruppo della milarite" con il sistema nº 9.CM.05.
Anche la sistematica dei minerali secondo Dana, che viene utilizzata principalmente nel mondo anglosassone, classifica la dusmatovite nella classe dei "silicati e germanati" e lì nella già più finemente suddivisa sottoclasse dei "ciclosilicati: anelli condensati". Qui è nel "gruppo della milarite-osumilite" con il sistema nº 63.02.01a all'interno della sottosezione "Ciclosilicati: anelli condensati a 6 membri".

## Chimica
La dusmatovite è l'equivalente del magnesio Mn2+ della klöchite o della shibkovite e ha la composizione misurata:
- {\displaystyle \mathrm {^{[12]}K^{[9]}(Na_{0,66}K_{0,35})^{[6]}(Mn_{1,48}Zr_{0,16}Y_{0,17})^{[4]}(Zn_{2,17}Li_{0,74})^{[4]}Si_{12}O_{30}} }

dove tra parentesi quadre è riportato il numero di coordinazione della rispettiva posizione nella struttura cristallina.
La composizione del membro terminale dusmatovite è stata contestata. Nel 1999, Cooper et al. hanno definito la dusmatovite come un analogo del potassio della darapiozite con la formula:
- {\displaystyle \mathrm {^{[12]}K^{[9]}K_{2}^{[6]}Mn_{2}^{2+}\,^{[4]}(Zn_{2}Li)^{[4]}Si_{12}O_{30}} }

Un anno dopo, il gruppo di Sokolova e Hawthorne descrisse la dusmatovite come l'equivalente del manganese della klöchite e shibkovite con la formula:
- {\displaystyle \mathrm {^{[12]}K\,^{[9]}(\Box Na)^{[6]}Mn_{2}^{2+}\,^{[4]}Zn_{3}\,^{[4]}Si_{12}O_{30}} }

Hawthorne, che è stato coinvolto nella pubblicazione di entrambe le formule contraddittorie, ha pubblicato nel 2002 uno schema generale per determinare la composizione dei membri finali di cristalli misti complessi nel 2002 e confermò la formula di Dusmatovit del team di Sokolova:
- {\displaystyle \mathrm {^{[12]}K\,^{[9]}(\Box Na)\,^{[6]}Mn_{2}^{2+}\,^{[4]}Zn_{3}\,^{[4]}Si_{12}O_{30}} }

Le composizioni misurate di dusmatovite corrispondono a cristalli misti di dusmatovite con sogdianite (incorporazione di zirconio) e un ipotetico membro terminale ittrio-litio della composizione KNa2Y3+2Li3Si12O30 (incorporazione di Y3+).

## Abito cristallino
La dusmatovite cristallizza nel sistema esagonale nel gruppo spaziale P6/mcc (gruppo nº 192) con i parametri del reticolo a = 10,218 Å e c = 14,292 Å così come due unità di formula per cella unitaria.
La dusmatovite è isotipica della milarite, il che significa che cristallizza con la stessa struttura della milarite. La posizione C coordinata 12 volte è completamente occupata dal potassio (K+), la posizione B coordinata 9 volte metà dal sodio (Na+) e dal potassio. Il manganese (Mn2+), lo zirconio (Zr4+) e l'ittrio (Y3+) riempiono la posizione A coordinata 6 volte. La posizione T2 coordinata tetraedrica contiene principalmente zinco (Zn2+) e un po' di litio (Li+). La posizione T1, che costruisce i 6 doppi anelli, contiene solo silicio (Si4+).

## Origine e giacitura
Finora, la dusmatovite è stata trovata e documentata solo nella sua località tipo, il ghiacciaio Dara-i-Pioz nelle montagne Alaj in Tagikistan, dove si trova in frammenti di pegmatite nelle morene. La dusmatovite si trova associata a quarzo, microclino, egirina, tadzhikite-(Y), kupletskite, hyalotekite, ai minerali del gruppo della betafite e alla mica di litio polylithionite.
Questa località molto ricca di minerali rappresenta la località tipo di 43 minerali, 5 dei quali provengono dal solo gruppo della milarite: berezanskite, darapiosite, dusmatovite, shibkovite e sogdianite. Inoltre, qui sono stati rilevati altri due minerali del gruppo: osumilite e sugilite.